# Darren
Darren  è un nome proprio di persona inglese maschile.

## Varianti
- Maschili: Darrin[1][2], Derren[1][2], Daren[1], Darin[1][2]
  - Ipocoristici: Daz[2]

## Origine e diffusione
È un nome dall'origine piuttosto oscura, che cominciò a diffondersi nei tardi anni 1950 per la fama dell'attore Darren McGavin, e ancora di più negli anni 1960 grazie alla serie televisiva Vita da strega, dove appariva un personaggio di nome Darrin.
Riguardo alla sua origine, potrebbe essere la ripresa di qualche cognome poco comune, come l'inglese Darren (tipico del nordovest dell'Inghilterra e derivante dal nome del fiume Darwen), oppure qualche non meglio identificato cognome irlandese. È però piuttosto concreta la possibilità che si tratti di un nome di pura invenzione nato negli Stati Uniti nel tardo XIX secolo, forse su ispirazione dei nomi Darrell e Warren.

## Onomastico
Nessun santo porta questo nome, che quindi è adespota; l'onomastico può essere festeggiato il 1º novembre, giorno di Ognissanti.

## Persone

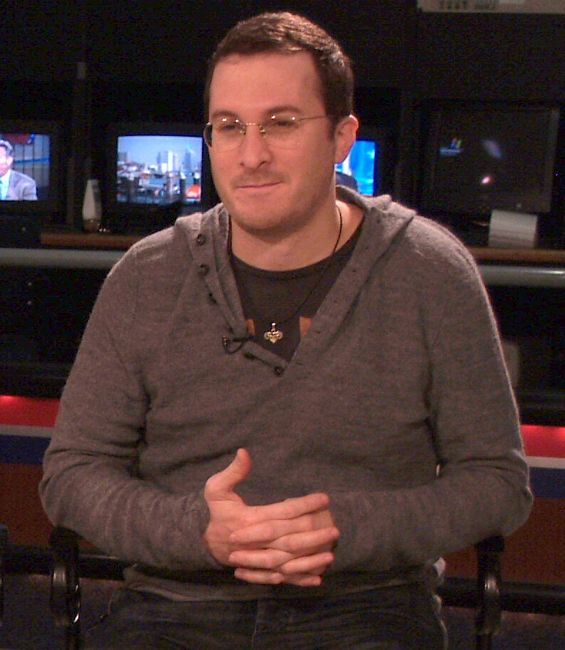
Darren Aronofsky

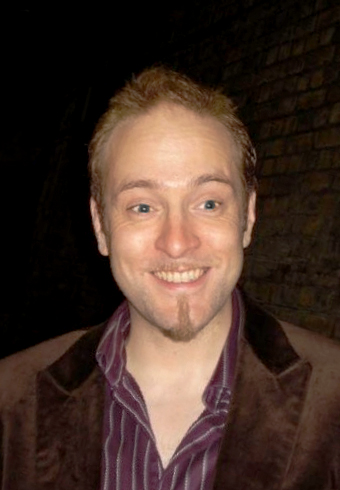
Derren Brown

- Darren Allison, produttore discografico e musicista britannico
- Darren Aronofsky, regista, sceneggiatore e produttore cinematografico statunitense
- Darren Bent, calciatore britannico
- Darren Lynn Bousman, regista e sceneggiatore statunitense
- Darren Cahill, tennista e allenatore di tennis australiano
- Darren Campbell, atleta britannico
- Darren Criss, attore, cantautore e compositore statunitense
- Darren Daye, cestista statunitense
- Darren Fletcher, calciatore scozzese
- Darren Hayes, cantautore australiano
- Darren Shan, scrittore irlandese
- Darren Sharper, giocatore di football americano statunitense
- Darren Wharton, tastierista, cantante e compositore britannico

### Varianti
- Daren Jay Ashba, chitarrista e cantautore statunitense
- Darin Brooks, attore statunitense
- Derren Brown, illusionista, scrittore, artista, scettico e ipnotista britannico
- Darrin Hancock, cestista statunitense
- Daren Kagasoff, attore statunitense
- Derren Nesbitt, attore britannico